# Tư Mã Đàm (sử gia)
Tư Mã Đàm (tiếng Trung: 司馬談; Wade–Giles: Sima Tan, ? – 110 TCN), là nhà sử học đầu thời Tây Hán. Ông quê quán ở huyện Bì Thị, hồi trẻ từng học thiên văn với phương sĩ Đường Đô, học Kinh Dịch với Dương Hà, học đạo luận với Hoàng Sinh, nổi tiếng là một học giả học rộng tài cao. Trong khoảng 140 TCN - 110 TCN, ông được làm Thái sử lệnh, kiêm cả việc trông coi lịch pháp và thiên văn.
Năm 110 TCN, Hán Vũ Đế hướng tới núi Thái Sơn cử hành điển lễ phong thiện, lúc đó Vũ Đế cấm nho sinh chủ trì việc cúng bái mà để cho đám phương sĩ làm thay. Tư Mã Đàm vì chuyện này uất ức mà chết. Cha là Tư Mã Hỉ giữ chức ngũ đại phu về sau mất chôn ở Cao Môn, con là nhà sử học trứ danh Tư Mã Thiên, theo bộ Sử ký thiên "Tư Mã Thiên đề tựa" nói rằng, Tư Mã Đàm luôn muốn noi theo tinh thần của Kinh Xuân Thu do Khổng Tử biên soạn, viết thành một hệ thống sách sử hoàn chỉnh, nhưng ông chỉ mới thực hiện một số bước chuẩn bị thì mắc bệnh mất ở Lạc Dương, trước phút lâm chung, đã đem sự nghiệp lý tưởng mà mình ôm ấp giao lại cho con, Tư Mã Thiên không phụ lòng mong mỏi của cha trải qua hơn mười năm lao động miệt mài, cuối cùng đã cho ra đời bộ Sử ký lưu danh vạn thế.
Tư Mã Đàm còn để lại một bài luận trong bộ Sử ký, nói về sáu học phái gồm: Nho gia, Đạo gia, Pháp gia, Mặc gia, Danh gia và Âm Dương gia. Sự tổ chức các nhà triết học trong quá khứ vào sáu nhà đã phần nào mang tính chất nguyên thủy. Sự đánh giá của ông về các nhà này có đôi chút thiên vị về phía Đạo giáo vì bản thân Tư Mã Đàm cũng là người theo cái học Hoàng Lão, một dạng Hán hóa ban đầu của Đạo giáo. Ông coi tất cả các tư tưởng học phái đều là thuật làm chính trị "cùng nhằm trị bình", có điều xuất phát điểm có chỗ khác nhau –"vì nhiều người bàn bạc nên khác đường", có sự phân biệt bớt việc và không bớt việc, nên chủ trương cũng có khác nhau. Ông từ luận điểm ấy quan sát các nhà, chỉ ra rằng họ đều có chỗ sở trường và cũng đều có sở đoản.